# Conceição do Coité
Conceição do Coité este un oraș în unitatea federativă  Bahia (BA) din Brazilia.